# Rhogeessa mira
Rhogeessa mira — вид родини лиликових.

## Середовище проживання
Поширення: Мексика. Проживає на висотах від 125 до 200 м.

## Загрози та охорона
Втрата середовища проживання є серйозною загрозою. 